# Paweł Biały
Paweł Biały (ur. 6 listopada 1976 w Szczecinie) – polski piłkarz ręczny grający na pozycji lewoskrzydłowego, były Reprezentant Polski (16 występów, 38 bramek), wicekról strzelców Ekstraklasy w sezonie 1999/2000. Uczestnik Młodzieżowych Mistrzostw Świata w 1997 w Turcji, gdzie z reprezentacją Polski zajął 4 miejsce.

## Przebieg kariery

### kariera klubowa
Praktycznie całą karierę związany ze szczecińskimi klubami. Przez rok w sezonie 1999/2000 występował w barwach Zagłębia Lubin. W najwyższej klasie rozgrywkowej zdobył ponad 900 bramek. Swój ostatni mecz w karierze rozegrał 24 maja 2014 r. w drużynie GAZ-SYSTEM Pogoń Szczecin przeciwko PGE Stal Mielec.

### kariera reprezentacyjna
Paweł Biały brał udział w młodzieżowych mistrzostwach świata w 1997 w Turcji, gdzie z reprezentacją Polski zajął 4 miejsce.
W polskiej reprezentacji A grał w następujących meczach:
| L.P | Data       | Miejsce              | Ranga     | Przeciwnik | Wynik          | Liczba bramek |
| --- | ---------- | -------------------- | --------- | ---------- | -------------- | ------------- |
| 1.  | 16.05.1998 | Radom                | oficjalny | Ukraina    | 30:26 (14:14)  | 0             |
| 2.  | 18.05.1998 | Kozienice            | oficjalny | Tunezja    | 36:27 (16:12)  | 4             |
| 3.  | 14.08.1998 | Ryga                 | oficjalny | Litwa      | 27:20 (9:12)   | 1             |
| 4.  | 16.08.1998 | Ryga                 | oficjalny | Łotwa      | 22:23 (11:12)  | 2             |
| 5.  | 18.08.1998 | Szczecin             | oficjalny | Litwa      | 23:20 (14:12)  | 4             |
| 6.  | 19.08.1998 | Gdańsk               | oficjalny | Litwa      | 31:20 (12:12)  | 5             |
| 7.  | 18.09.1998 | Nowy Dwór Mazowiecki | oficjalny | Ukraina    | 30:21 (13:8)   | 1             |
| 8.  | 19.09.1998 | Biała Podlaska       | oficjalny | Ukraina    | 27:22 (15:15)  | 5             |
| 9.  | 26.02.1999 | Antwerpia            | oficjalny | Belgia     | 27:23 (13:11)  | 3             |
| 10  | 27.02.1999 | Antwerpia            | oficjalny | Belgia     | 28:21 (15:7)   | 3             |
| 11. | 28.02.1999 | Antwerpia            | oficjalny | Jugosławia | 28 :33 (17:16) | 3             |
| 12. | 08.09.1999 | Głogów               | oficjalny | Czechy     | 27:24 (17:10)  | 1             |
| 13. | 11.09.1999 | Głogów               | el. do ME | Niemcy     | 16 :26 (7:13)  | -             |
| 14. | 26.05.2000 | Biała Podlaska       | oficjalny | Ukraina    | 31:24 (14:15)  | 4             |
| 15. | 27.05.2000 | Biała Podlaska       | oficjalny | Portugalia | 28:28 (17:13)  | 2             |
| 16. | 28.05.2000 | Biała Podlaska       | oficjalny | Rosja      | 21:28 (11:13)  | -             |

## Prezes klubu
Wraz z grupą przyjaciół był inicjatorem odbudowy męskiej piłki ręcznej w Szczecinie, aby w 2007 założyć Klub Pogoń Handball Szczecin. Po pięciu latach działalności udało się awansować do najwyższej klasy rozgrywkowej. Po 12 latach przerwy już jako grający prezes wystąpił w spotkaniu z Miedzią Legnicą pierwszy raz po kontuzji zerwania ścięgna Achillesa.
- Strona Klubu: GAZ-SYSTEM Pogoń Szczecin. 2014.Sprawdź autora:1.
- Paweł Biały: sportowefakty.pl. 2014.
- Koniec kariery sportowej: sportowefakty.pl. 2014.Sprawdź autora:1.